# Інтелігентна колода
«Інтелігентна колода» (рос. Интеллигентное бревно) — оповідання А. П. Чехова, вперше опубліковане у 1885 році.

## Історія публікації
Оповідання А. П. Чехова «Інтелігентна колода» написане в 1885 році, вперше опубліковане в «Петербурзькій газеті», 1885, № 169 від 23 червня за підписом «А. Чехонте».

## Сюжет
Одного разу розсильний приніс відставному військовому Архипові Єлисеїчу Помоєву повістку в суд. На повістці було написано, що на нього надійшла скарга від селянина Григорія Власова, лакея Помоєва. Мировим суддею був П. Шестикрилов. Помоєв знав Петьку Шестикрилова, який був його другом і вирішив, що це жарт, а Петька так вирішив його покликати в гості. Однак дружина, подивившись повістку, уточнила, що Помоєва запрошують в суд як обвинуваченого і не радила їхати у суд — хай там вирішують справу заочно. Помоєв не погодився і вирішити їхати.
У четвер Помоєв відправився з одним Ниткіним до Шестикрилова. Суддю вони застали за розглядом іншої справи і Помоєву було запропоновано почекати. Дивлячись на суддю, Помоєв міркував: «Поважності-то скільки. Не дізнаєшся! І не посміхнеться! В золотих ланцюгах! …Наче і не він у мене на кухні сонну Агашку чорнилом розмалював. Потіха! Та хіба такі люди можуть судити? Я питаю тебе: чи можуть такі люди судити? Тут потрібна людина, яка з чинами, солідна… щоб, знаєш, вселяла страх, а то посадили якогось і — на, дивись!»
Коли дійшла черга до справи Помоєва, Гришка розповів про всі обставини справи: «Я у них, зволите бачити, в лакеях перебував, в міркуванні, наче камельдинер… Відомо, наша посада каторжна, ваше — е… Вони самі встають о дев'ятій годині, а ти будь на ногах ледь світає… Бог їх знає, надінуть вони чоботи, або щиблети, чи, може, цілий день в туфлях проходять, але ти все чисть: і чоботи, і щиблети, і черевики… Добре… Кличуть оце вони мене вранці одягатися. Я, звісно, пішов… Надів на них сорочку, одягнув штани, чобітки… все, як треба… Почав одягати жилет… От вони і кажуть: „Подай, Гришко, гребінку. Вона, кажуть, у боковій кишені в сюртучку“. Добре… я риюся це в бічній кишені, а гребінку немов чорт з'їв — немає! … Вони насупилися, підійшли до сюртуку і дістали звідти гребінку, але не з бічної кишені, як веліли, а з передньої. „А це ж що? Не гребінка?“ — кажуть, так тик мене в ніс гребінкою. Так усіма зубцями і пройшлися по носі. Цілий день потім кров з носа йшла». Суддя запитав у Помоєва, чи визнає він себе винним, і не отримавши відповіді перервав засідання. В перерву він просив його не влаштовувати скандалу, обіцяв залагодити справу. Однак Помоєв несподівано попросив посадити Гришку, хоча той і був невинний.
Розгляд справи закінчився для Помоєва штрафом у десять рублів, однак і ці гроші Шестикрилов обіцяв заплатити за Помоєва, лише б не піднімати багато шуму. Помоєв так і міг затямити, чому Гришку не посадили: «Хіба він сміє на мене скарги подавати?» Це привело його до думки, що його друг Петька зовсім не годиться у судді: «Чоловік він добрий, освічений, послужливий такий, але… не годиться! Не вміє по-справжньому судити… Хоч жаль, а доведеться його на наступне триріччя застрайкувати!»